# Youri Baas
Pour les articles homonymes, voir Baas.
Youri Baas, né le 17 mars 2003 à Oostvoorne aux Pays-Bas, est un footballeur néerlandais, qui évolue au poste d'arrière gauche à l'Ajax Amsterdam.

## Biographie

### En club
Né à Oostvoorne aux Pays-Bas, Youri Baas est formé par l'Excelsior Rotterdam à partir de 2012 avant de poursuivre sa formation à l'Ajax Amsterdam, qu'il rejoint lors de l'été 2018. Le 26 mars 2021, Youri Baas prolonge son contrat jusqu'en juin 2024.
Le 17 février 2022, Baas prolonge de nouveau son contrat, il est cette fois lié l'Ajax à jusqu'en juin 2026.
Il fait ses débuts dans l'Eredivisie le 28 août 2022 contre le FC Utrecht, en entrant en jeu à la place de Daley Blind (victoire 0-2 de l'Ajax). Cette même année il fait sa première apparition en Ligue des champions, le 7 septembre 2022 contre les Rangers FC. Il entre en jeu et son équipe l'emporte sur le score de quatre buts à zéro ce jour-là,.
Le 30 juin 2023, Youri Baas est prêté au NEC Nimègue pour une saison, sans option d'achat.
De retour à l'Ajax lors de l'été 2024, Baas est intégré à l'équipe première en vue de la saison 2024-2025. Le nouvel entraîneur, Francesco Farioli, l'installe en début de saison comme titulaire à un poste inhabituel de défenseur central, où il se montre à son avantage. Ses capacités, son intelligence de jeu et sa polyvalence lui valent d'être comparé à Daley Blind notamment.

### En sélection
Youri Baas représente l'équipe des Pays-Bas des moins de 17 ans, jouant son premier match le 17 septembre 2019 contre la France. Il est titularisé et son équipe l'emporte par deux buts à zéro.
Le 17 mars 2025, jour de ses 22 ans, Youri Baas est convoqué pour la première fois avec l'équipe nationale des Pays-Bas par le sélectionneur Ronald Koeman. Il remplace notamment Denzel Dumfries, initialement dans la liste mais forfait sur blessure.